# عبدو هروی
عبدو هروی (انگلیسی: Abdou Harroui؛ زادهٔ ۱۳ ژانویهٔ ۱۹۹۸) بازیکن فوتبال اهل پادشاهی هلند است.
از باشگاه‌هایی که در آن بازی کرده‌است می‌توان به باشگاه فوتبال اسپارتا روتردام اشاره کرد.
وی همچنین در تیم‌های ملی فوتبال زیر ۱۹ سال هلند، زیر ۲۱ سال هلند، و مراکش بازی کرده‌است.